# Университет Андорры
Университет Андорры (кат. Universitat d'Andorra) — государственный университет Андорры, единственный университет страны. Основан в 1988 году. Расположен в провинции Сан-Жулиа-де-Лория. 
Сотрудников — 94, студентов — 427. Язык преподавания — каталанский.
На некоторых факультетах возможно дистанционное обучение через интернет.
Университет является участником Ассоциации университетов Европы и сети университетов с преподаванием на каталанском языке.